# دنیاگیری کووید-۱۹ در فیلیپین
دنیاگیری کووید-۱۹ در فیلیپین بخشی از دنیاگیری بیماری کروناویروس ۲۰۱۹ در جهان است. اولین مورد تأیید شده در فیلیپین در ۳۰ ژانویه ۲۰۲۰ در شهر مانیل اعلام شد.